# بطولة العالم للدراجات على المضمار 1980
بطولة العالم للدراجات على المضمار 1980 هي الدورة ال77 من بطولة العالم للدراجات على المضمار، أجريت في بيزنسون، فرنسا.

## النتائج النهائية
| المسابقة                              | ذهبية                              | فضية                     | برونزية                      |
| ------------------------------------- | ---------------------------------- | ------------------------ | ---------------------------- |
| الرجال                                |                                    |                          |                              |
| السرعة الفردية                        | كويتشي ناكانو (JPN)                | ماس أوزاكي (JPN)         | دانيال موريلون (FRA)         |
| سباق المطاردة الفردية                 | توني دويل (دراج) (المملكة المتحدة) | Herman Ponsteen (هولندا) | هانز هنريك أورستد (الدنمارك) |
| سباق مطاردة الدراجة النارية للهواة    | Gaby Minneboo (NED)                | ماتيوس برونك (NED)       | Bartolome Caldentey (ESP)    |
| سباق مطاردة الدراجة النارية للمحترفين | Wilfried Peffgen (FRG)             | رينيه كوس (NED)          | Bruno Vicino (ITA)           |
| الكيرين                               | داني كلارك (دراج) (AUS)            | دانيال موريلون (FRA)     | نيلز فريدبورج (DEN)          |
| سباق النقاط                           | Stan Tourné (BEL)                  | جيوفاني مانتوفاني (ITA)  | هاينز بيتز (GER)             |
| السيدات                               |                                    |                          |                              |
| السرعة الفردية                        | Sue Novarra (USA)                  | Galina Tsareva (URS)     | Claudia Lommatzsch (FRG)     |
| سباق المطاردة الفردية                 | نادسجا كيباردينا (URS)             | كارين سترونج (CAN)       | بترا دي بروين (NED)          |